# 宋雪峰
宋雪峰（？—），男，中华人民共和国外交官，曾任中华人民共和国驻米兰总领事。